# Torre dei Carrari
La Torre dei Carrari è una delle circa 20 torri gentilizie ancora esistenti nel centro storico della città di Bologna.

## Struttura
Situata nell'attuale via Marchesana, è inserita in un contesto edilizio in stile falso medioevale, costruito alla fine degli anni venti. Innalzata tra la fine del XII e l'inizio del XIII secolo, oggi è alta 22 metri, anche se, molto probabilmente, era in origine più alta, anche se di poco. La base è, infatti, modesta (4,86 metri per lato) e lo spessore dei muri è limitato a 0,93 metri al suolo. Si trattava quindi di una casa-torre, cioè fu effettivamente adibita ad abitazione. Abbondantemente restaurata e rimaneggiata nel tempo, di originario restano solo il paramento murario e le buche pontaie, mentre la porta ad arco ogivale, riccamente decorata con terrecotte, è di poco più tarda rispetto alla costruzione (fine Trecento-inizio Quattrocento). Le finestre sono invece moderne.

## Storia
La costruzione della torre è attribuita ai Carrari per la vicinanza alla, oggi scomparsa, chiesa di Santa Maria dei Carrari, che si trovava dove si apre il voltone neogotico che collega via Marchesana e via de' Toschi. Tra queste due vie, pur essendo adiacenti, esiste una differenza di quota di alcuni metri, dovuta al fatto che lungo il percorso di via Marchesana sorgevano le mura di selenite, le più antiche tra quelle costruite per proteggere la città di Bologna. I Carrari erano ghibellini e vennero per questo esiliati nel 1274, anche se fecero ritorno in città qualche anno più tardi. I membri della famiglia furono docenti universitari, giuristi, politici e anche cavalieri. La torre venne venduta dai Carrari all'importante famiglia dei Foscarari (da cui deriva il nome della vicina via de' Foscherari), residenti a breve distanza, poi passò di mano molte volte. La base ospita oggi un negozio di articoli per animali.